# Arrothia bicolor
Arrothia bicolor är en fjärilsart som beskrevs av Rothschild 1896. Arrothia bicolor ingår i släktet Arrothia och familjen nattflyn. Inga underarter finns listade i Catalogue of Life.